# Roue de Faraday
La Roue de Faraday est une invention anglaise de Michael Faraday, présentée à la Royal Institution, société savante britannique, le 10 décembre 1830, composée d'abord de deux roues verticales, dotées chacune sur leur périphérie de seize encoches profondes, pouvant tourner sur le même axe en sens inverse l'une de l'autre et à la même vitesse. Les encoches de l'une sont plus profondes que celles de l'autre. En actionnant une manivelle qui met ces roues en rotation contrariée, et en observant la roue à encoches peu profondes à travers les encoches profondes de la seconde, on constate — à une certaine vitesse de rotation — que la première roue semble immobile et dotée du double d'encoches, soit trente-deux. À des vitesses différentes, cette roue semble tourner au ralenti,. En supprimant l'une des roues et en noircissant celle qui reste sur l'une de ses faces, on constate le même phénomène en observant cette roue par le biais d'un miroir. Michael Faraday précise même : « Cet effet est très frappant la nuit lorsqu'on place une bougie entre la roue et le miroir ».
Faraday met ainsi en évidence un phénomène que l'on commence seulement à étudier à son époque, la persistance rétinienne, et le Belge Joseph Plateau, reprenant l'expérience de son collègue, détermine l'année suivante la vitesse optimale de rotation : 12 encoches à la seconde. Pour divulguer cette expérience, Plateau invente le Phénakistiscope, un jouet optique. Au même moment, et sous l'influence de Faraday aussi, l'autrichien Simon Stampfer met au point un appareil à peu près similaire, le Stroboscope. Le Phénakistiscope et le stroboscope sont, avec le Zootrope du britannique William George Horner, considérés comme les ancêtres du cinéma.